# Список серий аниме Area no Kishi
Данная статья содержит описание серий аниме-сериала «Area no Kishi», который транслировался в Японии с 7 января по 29 сентября 2012 года.
| |                                             |                  |  |
| 01. | Я обожаю футбол                             | 07 января 2012   |  |
| Какэру Аидзава является менеджером футбольной команды в средней школе, капитаном которой является его старший брат и гений футбола Сугуру Айдзава. Его друг детства, Нана Мисима, возвращается из Америки и поступает в ту же школу, где учатся братья. В ту же ночь, Какэру тайно играет футбол в парке, и ему бросает вызов на матч один на один незнакомец в маске. На следующий день, Сугуру выводит Какэру играть на поле за возможность присоединиться к команде. |                                             |                  |  |
| 02. | Паладин на поле                             | 14 января 2012   |  |
| Какэру показывает своё мастерство, как игрока, предсказав передачу от Сугуру и приняв её. Но всякий раз, когда Какэру выпадает шанс забить, он меняет положение ног и бьет по мячу вместо левой ноги правой и, конечно, не забивает. В ту же ночь, опять встретив незнакомца в маске, Какэру рассказывает ему, как ранил одноклассника левой ногой во время футбольного матча, это и является причиной его боязни бить этой ногой во время игры. На следующее утро по дороге в школу, Какэру говорит, что собирается бросить клуб, тогда Сугуру пытается рассказать Какэру свой сон, но в середине разговора их обоих сбивает грузовик. |                                             |                  |  |
| 03. | Пульс брата                                 | 21 января 2012   |  |
| В коме, Какэру вновь переживает тот день вместе с Сугуру и Нана, когда они обещают присоединиться к национальной сборной Японии. Между тем, врачи говорят, что у Сугуру мертв мозг и его семья соглашается на совет врачей пересадить его сердце Какэру, чтобы спасти хотя бы его жизнь. Нана случайно слышит это решение. Через пару месяцев после операции Какэру выписывают из больницы, он возвращается в школу и сразу подает заявление об уходе из клуба. В парке, когда на девочку ехала машина, Какэру не задумываясь пинает мяч левой ногой и останавливает водителя. |                                             |                  |  |
| 04. | Последний пас                               | 28 января .2012  |  |
| Нана подозревает, что причиной удара Какэру по мячу левой ногой является сердце Сугуру. В больнице после осмотра Какэру докторша просит Сэвэн рассказывать ей обо всех странностях в поведении Какэру и дает ей книгу обо всех случаях, когда реципиент после пересадки органа вел себя необычно. На следующий день по совету доктора Какэру снова приходит на детскую площадку тренироваться и опять встречает незнакомца в маске. Разозлившись, Какэру посылает в него мяч и понимает, что это девочка. Сэвэн снимает маску и говорит, что играла с ним по просьбе Сугуру. Она рассказывает Какэру, что ему пересадили сердце брата. Позже Какэру читает дневник Сугуру и узнает, что брат мечтал играть с ним вместе. На следующий день Какэру говорит Сэвэн, что не бросит футбол. Читая вместе дневник Сугуру, они узнают об Араки Рюичи, которым восхищался Сугуру. |                                             |                  |  |
| 05. | Футбольный клуб Эносимы?                    | 04 февраля 2012  |  |
| Какэру и Нана поступают в старшую школу Эносима и вступают в местный футбольный клуб. Но потом оказывается, что в Эносиме два футбольных клуба и они вступили в любительский FC. Тогда Какэру хотел уйти из клуба, но когда тренер Иваки объяснил, что через две недели оба клуба будут бороться за право называться официальным, Какэру решает повременить с уходом. Также Какэру встречает Араки, но эта встреча оставляет его полностью разочарованным. Тот, с кем Какэру так хотел встретиться, оказывается не таким, каким его ожидал увидеть Какэру. |                                             |                  |  |
| 06. | Столкновение! FC противSC!!                 | 11 февраля 2012  |  |
| Матч между FC и SC начинается. В первой половине матча SC забивают два гола. Высокий рост игроков официального клуба помогает им вести, не теряя преимущества. Во время перерыва тренер говорит Какэру, что он слишком выделяется. Тогда, вспомнив совет брата, во время второго тайма Какэру временно не проявляет себя и это позволяет ему забить гол. Но SC почти сразу же забивают еще один гол. После этого, за двадцать минут до конца матча, тренер Иваки выпускает удивительно похудевшего Араки, который все это время сидел на трибунах. |                                             |                  |  |
| 07. | Возвращение короля                          | 18 февраля 2012  |  |
| Сразу после вступления в игру Араки, обойдя защитников, забивает гол. Следующий мяч пытается забить Какэру, но бьет по воротам, вскоре он опять пытается забить, но снова бьет по воротам. С Какэру и Араки команда FC почти все время бьет по воротам, пока, наконец, Какэру не забивает гол, приняв пас от Араки. После этого капитан SC меняет тактику. Обе команды борются за мяч. Из-за равного счета были добавлены пять минут. Борьба продолжается, Какэру посылает мяч в ворота противника... |                                             |                  |  |
| 08. | Заключение                                  | 25 февраля 2012  |  |
| Вратарь SC выбивает мяч Какэру. Счет 3:3, ничья. После разговора тренер Конда и Иваки объявляют всем о роспуске FC и SC и объединении их в единый клуб. Вечером того же дня Сэвэн приглашают играть за Надэсико, но она отказывается. На следующий день команда Эносимы тренируется на пляже. На тренировку приходит снова пополневший Араки и это очень не нравится игрокам, особенно Оде, но тренер Иваки не беспокоится. Тогда Сэвэн и Какэру приходят к Араки домой и просят его мать помочь им с диетой Араки. Позже Какэру и Сэвэн играют на детской площадке и Какэру понимает, в чем его слабость в борьбе один на один: он слишком часто смотрит на мяч. По дороге домой Какэру говорит Сэвэн, что хочет снова увидеть её на поле, после чего она звонит Косима и просит позволить ей участвовать в матче Надэсико.                                              |                                             |                  |  |
| 09. | Паника в тренировочном лагере?              | 03 марта 2012    |  |
| 10. | Маленькая ведьма                            | 10 марта 2012    |  |
| 11. | Разделение футбольного клуба                | 17 марта 2012    |  |
| 12. | Возрождение футбольного клуба Эносимы       | 24 марта 2012    |  |
| 13. | Занавес поднят. Отборочные в высшую лигу.   | 31 марта 2012    |  |
| 14. | Мифический финт                             | 07 апреля 2012   |  |
| Какэру пытается освоить мифический финт на практике во время официального матча. Позже, Какэру встречает Коичи Хибино, человека, которого он травмировал и который является причиной страха Какэру в использовании удара левой ногой. Хибино говорит Какэру, что несмотря на его порванные связки, его школа все равно победит Эносиму. |                                             |                  |  |
| 15. | Сильный противник? Судзидо                  | 14 апреля 2012   |  |
| Эносима играет против Судзидо. Их стратегия лучше, чем у Эносимы и после первого тайма лидерство у команды Судзидо. Но во второй половине матча, Какэру сталкивается с командой противника, и это приводит к изменению в его личности и стилю его игры. |                                             |                  |  |
| 16. | Пустые три секунды                          | 21 апреля 2012   |  |
| Нана и Араки признают, что Какэру играет в точности как Сугуру. Находясь в этом состоянии, Какэру обходит защиту Судзидо и передает мяч Араки, который со своим тучным телом не успевает дотянуться до мяча. Вскоре Какэру приходит в себя и не помнит, что произошло после столкновения с противником. Тем не менее, его проникновение заставляет Судзидо укрепить оборону, не позволяя Араки забить гол. Эносима забивает второй гол после ряда препятствий, а также Какэру забивает победный гол, обойдя противника мифическим финтом, который у него, наконец, получается. |                                             |                  |  |
| 17. | Леонардо Силва                              | 28 апреля 2012   |  |
| Какэру навещает Аяка которая объясняет изменения его личности под влиянием сердца Сугуру. В другом месте, Леонардо Силва, 17-летний национальный бразильский футболист, смотрит запись предыдущей игры Какэру и решает навестить его. В тот вечер в парке, он бросает вызов Какэру и в игре один на один пытается вызвать в нем личность Сугуру. Это ему почти удается, но вмешательство Наны побуждает Какэру вернуться к своему нормальному состоянию и, сделав финт, он обходит Силву. Довольный Силва уходит и вспоминает о своей первой встрече с Сугуру и как они так никогда и не завершили матч против друг друга, чтобы определить, кто из них является лучшим футболистом. |                                             |                  |  |
| 18. | Соперник Сэвэн                              | 05 мая 2012      |  |
| 19. | Стальная стена! Четыре линии                | 12 мая 2012      |  |
| Араки восстановил свою физическую форму и показывает свои настоящие способности в ведении мяча во время матча с Сёнан. Сёнан начинает свой план, в котором некоторые из их игроков постоянно ведут конкретных игроков Эносимы, чтобы предотвратить их прорыв. Какэру не удается забивать голы, так как он боится бить из-за того, что Хибино все время оказывается слишком близко к нему. Во время матча Сёнан получает штрафной удар, который бьет Хибино и который попадает в Какэру. |                                             |                  |  |
| 20. | Явление финта Фай                           | 19 мая 2012      |  |
| Во второй половине, Эносима и Сёнан выравнивают игру, 1:1. Какэру начинает слышать голос Сугуру в который консультирует его по игре, что позволяет ему забить второй гол с помощью его финта, который диктор окрестил как финт Фай. На следующий день во время тренировки он встречается с Мэй, которая ищет информацию о Нана. |                                             |                  |  |
| 21. | Праздничная музыка: Мелодия любви           | 26 мая 2012      |  |
| Команда Эносимы идет на фестиваль. В то время как большая часть команды играют в игры, Какэру проводит время с Мэй, которая пришла на праздник в одиночестве. После того как Какэру оставляет её после того как она над ним подшутила, Мэй пытается подружиться с Нана. На следующий день, Эносима готовиться к матчу против Ёин. |                                             |                  |  |
| 22. | Император Асука Тоору                       | 02 июня 2012     |  |
| Началась игра между Эносимой и Ёин. Сначала казалось, что у Эносимы не будет трудностей, но капитан Ёин всегда появляется неожиданно и не дает забить гол. Только после того, как на поле вышел Какэру и своим финтом Фай обошел Асуку и передал пас Араки, Эносиме удалось забить гол. Но вскоре Ёин тоже забивает гол невероятным ударом. |                                             |                  |  |
| 23. | Безвыходное положение                       | 09 июня 2012     |  |
| Тренер выпускает на поле Коту, но все равно Ёин вскоре забивает второй гол. Игроки противника полностью закрывают игроков Эносимы, и даже Асука ведет Какэру. Первый тайм заканчивается 2-1 в пользу Ёин. На второй тайм команда Эносимы выходит с четким планом, который с блеском и выполняют. Араки пасует Какэру и Какэру пытается забить гол, но не получается. Счет 1:3 в пользу Ёин. |                                             |                  |  |
| 24. | Стремление к победе                         | 23 июня 2012     |  |
| Ёин забивают еще два гола и кажется, что у Эносимы нет шансов на победу. И тут Какэру вспоминает Сугуру и полностью меняется. Он отбирает мяч у Асуки, обходит всех защитников и забивает гол между ног вратаря. Асука дает указание закрывает Какэру и сам встает на его пути. Но на этот раз Какэру дает пас Араки, который и забивает второй гол. Счет сравнялся. |                                             |                  |  |
| 25. | Конец напряженного матча                    | 30 июня 2012     |  |
| Посылая решающий гол, Какэру промахивается и теряет сознание. Его уносят с поля на носилках. Объявляют дополнительное время, и обе команды будут бить пенальти. Счет был равен, когда последний мяч бьет Араки и неожиданно промахивается. Обоим, и Какэру, И Араки проигрыш нелегко дался, но они преодолели это и команда начала готовиться к новому чемпионату. А Ёин проиграла следующий матч. |                                             |                  |  |
| 26. | Профессионал                                | 14 июля 2012     |  |
| Какэру говорит Араки, что в последние 10 минут против Ёин играл Сугуру. Араки просит в следующий раз удерживаться от этого. Им нужен паладин, а не еще один король. Какэру, Сэвэн, Кота и Юске побывали на матче команды Сукио, в которой играет Силва. Сэвэн говорит, что, судя по игре Сукио, они использую команды Японии для тренировок своих навыков. Юске это возмутило. Эносима продолжает тренироваться на пляже, к ним присоединились Сэвэн и Мэй. Какэру заметно стал играть лучше, а Араки снова набрал вес чтобы тренировать свою выносливость. |                                             |                  |  |
| 27. | Отдых Рёмы                                  | 21 июля 2012     |  |
| Летние каникулы. Команда Эносимы работает в пляжном домике-кафе. Рёма и Араки соревнуются кто больше продаст ледяных десертов. Команда Эносимы им помогает, а Сэвэн и Мэй выступают в качестве группы поддержки. Рёма выигрывает. |                                             |                  |  |
| 28. | Бой на высшем уровне! Камакура против Сукиу | 28 июля 2012     |  |
| Эносима пришла на матч между Камакурой - бывшей командой Сугуру и Сукио. Первый гол быстро и неожиданно забила Камакура обойдя всех защитников. Второй гол забивает Сукио и во второй половине игры, обойдя всех защитников, второй и победный гол забивает Силва. |                                             |                  |  |
| 29. | Местами облачно                             | 04 августа 2012  |  |
| Эносима побывали на матче Надэсико, в которой играют Нана и Мэй. Но хотя Надэсико победила, Мэй совсем не рада. Тренер Эносимы ужесточил программу тренировок, наградой за которые будет первое место в чемпионате. После очередной тренировке Надэсико Мэй приходит в Эносиму и просит Какэру пустить её в мужской душ помыться. Потом приходит Сэвэн поговорит с Какэру о Мэй, которая слышит их разговор. Родители Какэру сообщают ему, что его пригласили в лагерь Ю-16. |                                             |                  |  |
| 30. | Тренировочный лагерь Ю-16                   | 11 августа 2012  |  |
| Какэру, Араки, Юске и другие приезжают в лагерь Ю-16. Для отбора игроков тренер устроил матчи по 15 минут. Отобраны были всего 26 человек. Назавтра предстоит дружеский матч с Америкой. В команду Японии выбраны Араки, Юске и Какэру. Ночью Какэру и Сэвэн встретились на поле. |                                             |                  |  |
| 31. | Дебют                                       | 18 августа 2012  |  |
| На дружеском матче большую часть игры Какэру просидел на скамье запасных и даже когда он вышел на поле, то противник быстро прочитал его финт Фай. Какэру понял, что ему еще много надо учиться. А вот Араки выбрали представлять Японию. Нана предложила Какэру усовершенствовать свой финт. |                                             |                  |  |
| 32. | Добро пожаловать домой! Ромэо-сама?!        | 25 августа 2012  |  |
| В школе Эносима фестиваль. Класс Какэру устроило кафе, а футбольный клуб переоделся в официанток. Потом они участвовали в постановке школьного спектакля. Какэру - Ромео, Араки - Джульета. Спектакль мало соответствовал оригиналу, а в конце главных героев вообще заменили на Сэвэн и Мэй. |                                             |                  |  |
| 33. | Новый соперник                              | 01 сентября 2012 |  |
| Эносима опять играет дружеский матч с Камакурой. Камакура имеет возможность увидеть насколько Эносима улучшила свою игру. К тому же Эносиме надо научиться играть без Араки. Жеребьевка на чемпионате уже проведена. Эносиме придется играть с сильными соперниками. |                                             |                  |  |
| 34. | Чемпионат старших школ                      | 08 сентября 2012 |  |
| Первый матч в чемпионате Эносима играет против Кэйсэй. В первые 10 минут игры два гола подряд забивает Араки, а потом тренер делает замену и следующие 4 гола забивает Какэру. Эносима выигрывает 6-0. На следующий день команда Надэсико играет против Финляндии и тоже побеждает. Вечером Какэру встречается с Сэвэн, чтобы потренировать новый финт. |                                             |                  |  |
| 35. | Новый тотальный футбол                      | 15 сентября 2012 |  |
| Эносима выигрывает еще один матч, после которого Араки уезжает в тур по Азии в составе сборной Японии. Следующий соперник Эносимы Сакигамигаура, использующая тотальный футбол. Тренер Эносимы устроил дружеский матч с Сёнэн, которые проиграли Сакигамигауре. На следующий день у Эносимы сложный матч против Сакигамигауры без Араки. Матч только начался, но Эносиме уже приходится тяжело. |                                             |                  |  |
| 36. | Штормовое предупреждение                    | 22 сентября 2012 |  |
| Сакигамигаура постоянно пытается забить гол, а вот у Эносимы не было ни шанса ударить по воротам соперника. До конца первого тайма счет 1-0 в пользу Сакигамигауры. Вратарь Эносимы обещает не пропустить больше не одного мяча, ведь по сравнению с полем, которое защищают игроки, ворота кажутся такими маленькими. Во втором тайме вратарь Эносимы держит слово, но противники слишком часто бьют по воротам. Тренер Иваки и Сэвэн разгадывают секрет тотального футбола и Кота должен будет донести до игроков новую стратегию. |                                             |                  |  |
| 37. | Начало игры!                                | 29 сентября 2012 |  |
| Используя новую стратегию Эносима забивает два гола, и не дает Сакигамигауре контратаковать. Эносима выигрывает и переходит а полуфинал. Следующий их противник Ёин. Араки тоже блистает на мировом футболе. В первом матче против Таиланда Араки забивает три гола и выводит следующий матч в ничью, забив гол. Надэсико тоже побеждает мексиканскую команду. Сэвэн говорит Какэру, что будет ждать его и предлагает вместе носить голубую форму Японии. Эносима собирается победить Ёин. |                                             |                  |  |